# Saint-Astier (Dordogne)
Saint-Astier is een gemeente in het Franse departement Dordogne (regio Nouvelle-Aquitaine). De gemeente telde 5.309 inwoners op 1 januari 2022. De plaats maakt deel uit van het arrondissement Périgueux.
In de gemeente wordt zuivere, witte kalksteen gewonnen die in drie fabrieken wordt verwerkt. De kalksteen van Saint-Astier wordt onder andere gebruikt voor de restauratie van oude monumenten. In de gemeente is sinds 1969 een opleidingscentrum voor de gendarmerie gevestigd (Centre National d’Entraînement des Forces de Gendarmerie of CNEFG).

## Geschiedenis

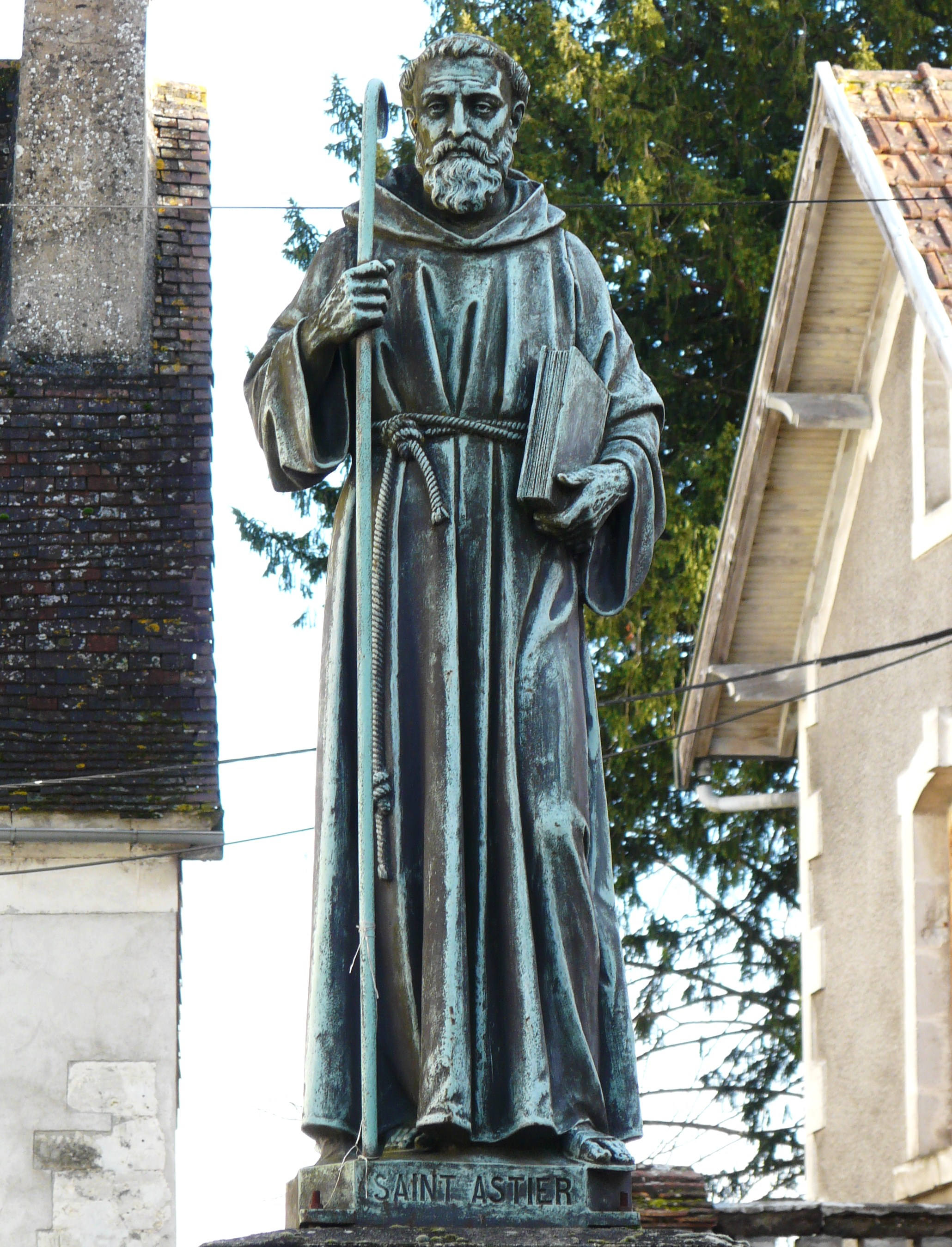
Standbeeld van de heilige Asterius

De plaats is ontstaan rond de hermitage van Asterius, een 6e-eeuwse kluizenaar. Hij werd begraven in een kerk die werd gebouwd nabij zijn kluizenaarswoning. Dit werd een bedevaartsoord en een klooster en een kleine nederzetting werden bij de kerk gebouwd. De kerk werd geplunderd door de Noormannen in 849. Aan het einde van de 10e eeuw stichtte Raoul de Scorailles, de latere bisschop van Périgueux, het kapittel van Saint-Astier. Hij legde ook de eerste steen voor een nieuwe kerk met bijhorend klooster voor de kanunniken. Deze kerk ging grotendeels verloren bij een brand in de 11e eeuw en werd heropgebouwd als versterkte kerk. In 1219 werd Saint-Astier een ommuurde stad.
Na de Franse Revolutie werd het kapittel ontbonden. In 1832 kwam er een stenen brug over de Isle ter vervanging van eerdere houten exemplaren die geregeld bij overstromingen werden weggespoeld. De Isle zelf werd bevaarbaar gemaakt tussen Périgueux en Libourne door de bouw van een parallel kanaal en sluizen, waarvan drie op het grondgebied van de gemeente. Dit kanaal opende in 1835. Saint-Astier bezat grote steengroeven waar kalksteen werd gedolven. Hieruit werd met behulp van kalkovens kalk gewonnen. Aan het begin van de 20e eeuw kwam er ook twee schoenfabrieken die tot 200 mensen te werk stelden.

## Bezienswaardigheden
De versterkte kerk heeft grondvesten die teruggaan tot de 11e eeuw, maar dateert grotendeels uit de 15e eeuw. De massieve kerktoren beschikt rondom over mezekouwen. In de rue de la Fontaine bevinden zich verschillende oude huizen met vakwerk, waaronder het maison Labidoire (16e eeuw). Op een heuvel boven het stadje staat het Kasteel van Puyferrat, dat grotendeels zijn 15e-eeuwse uiterlijk heeft behouden.

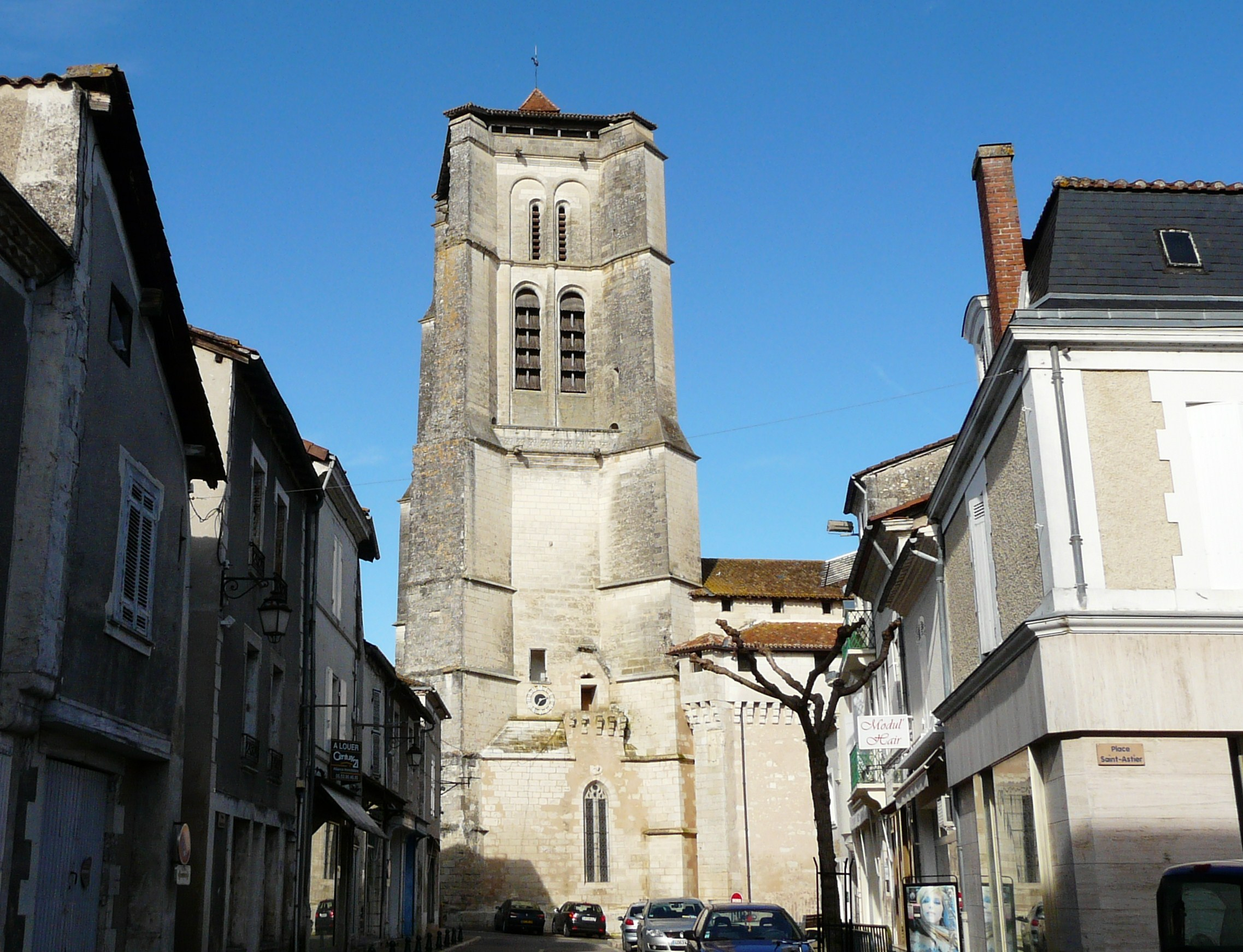
Église Saint-Astier
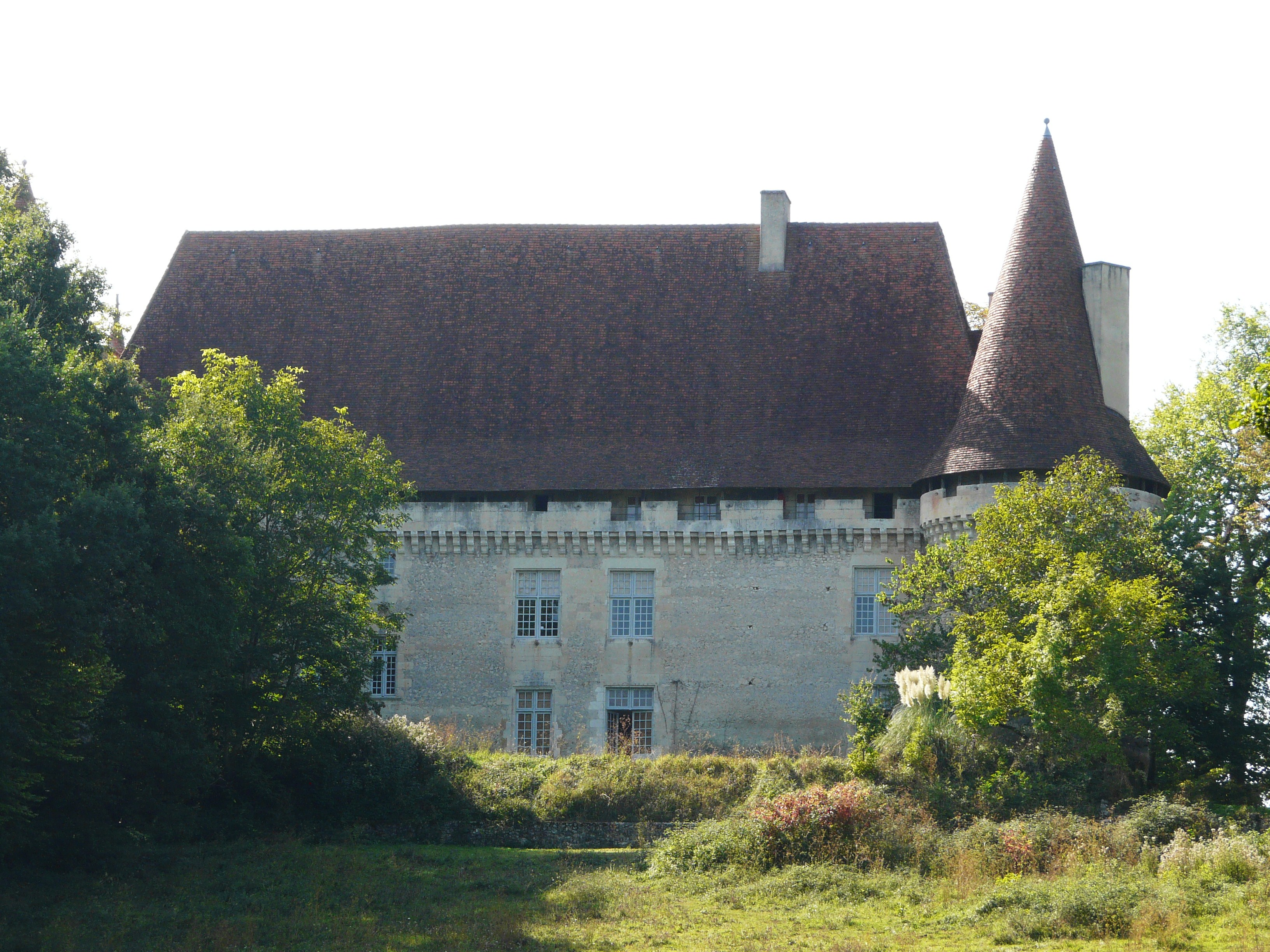
Kasteel van Puyferrat
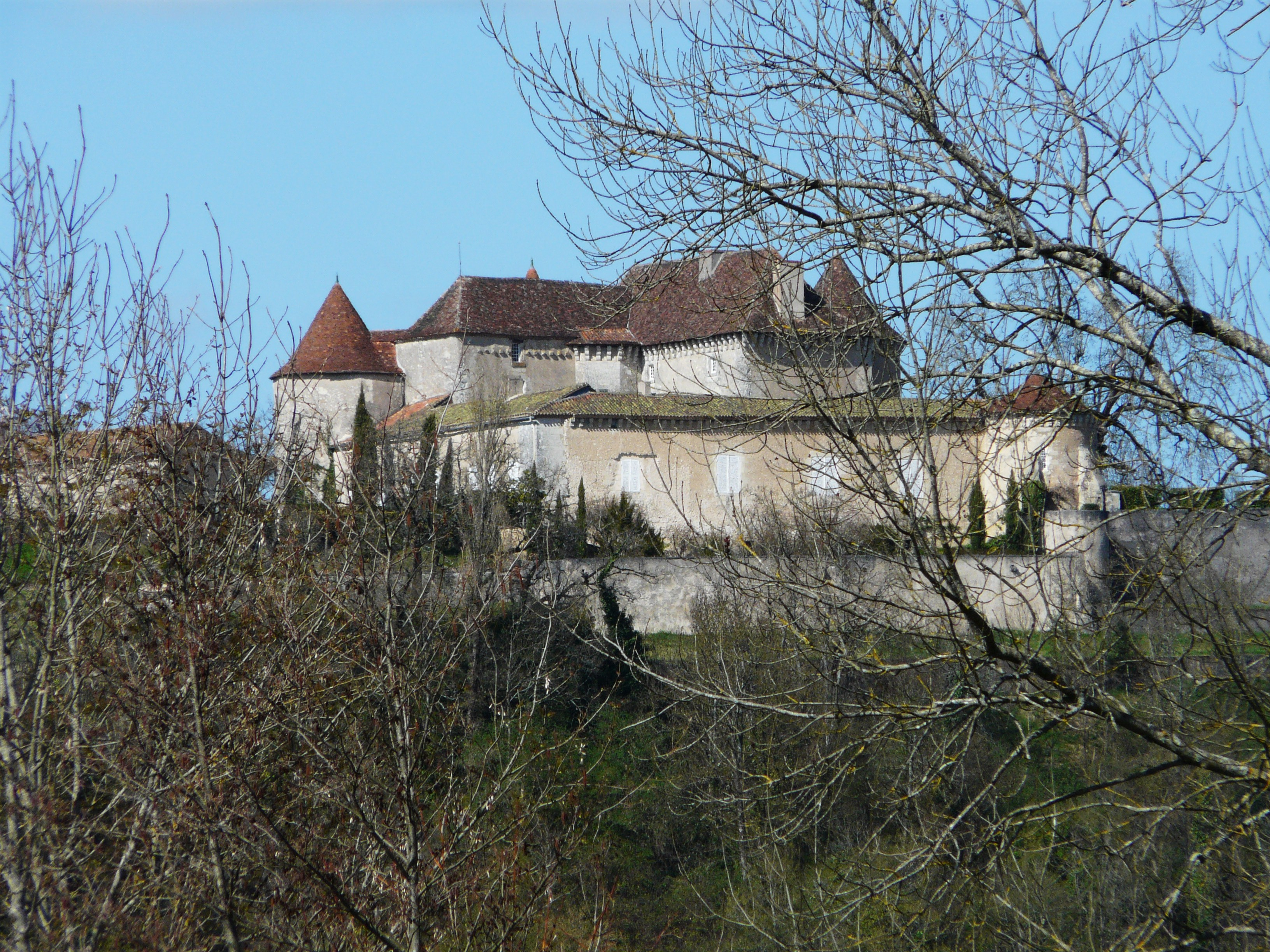
Château du Puy-Saint-Astier
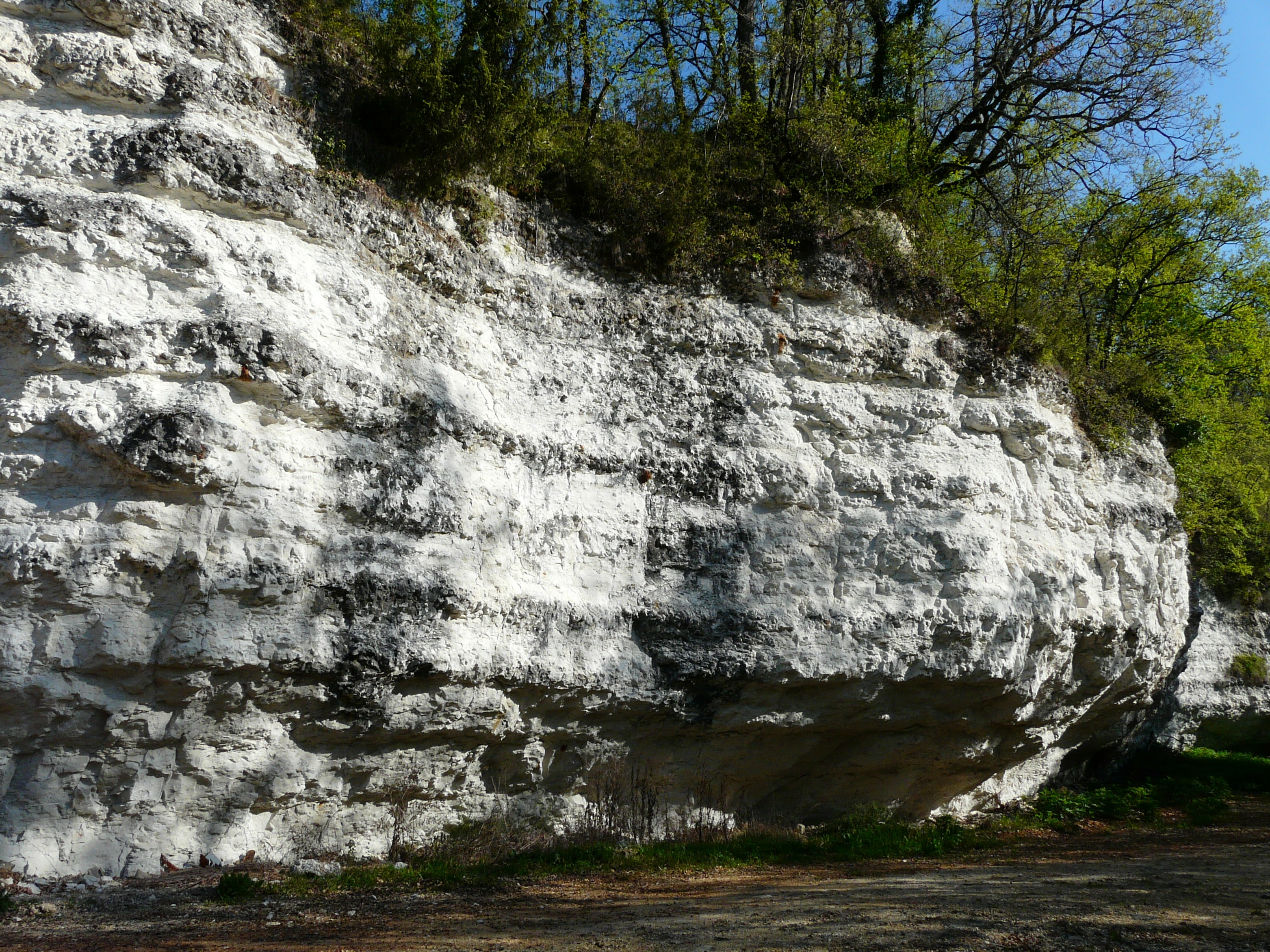
Kalksteenrotsen
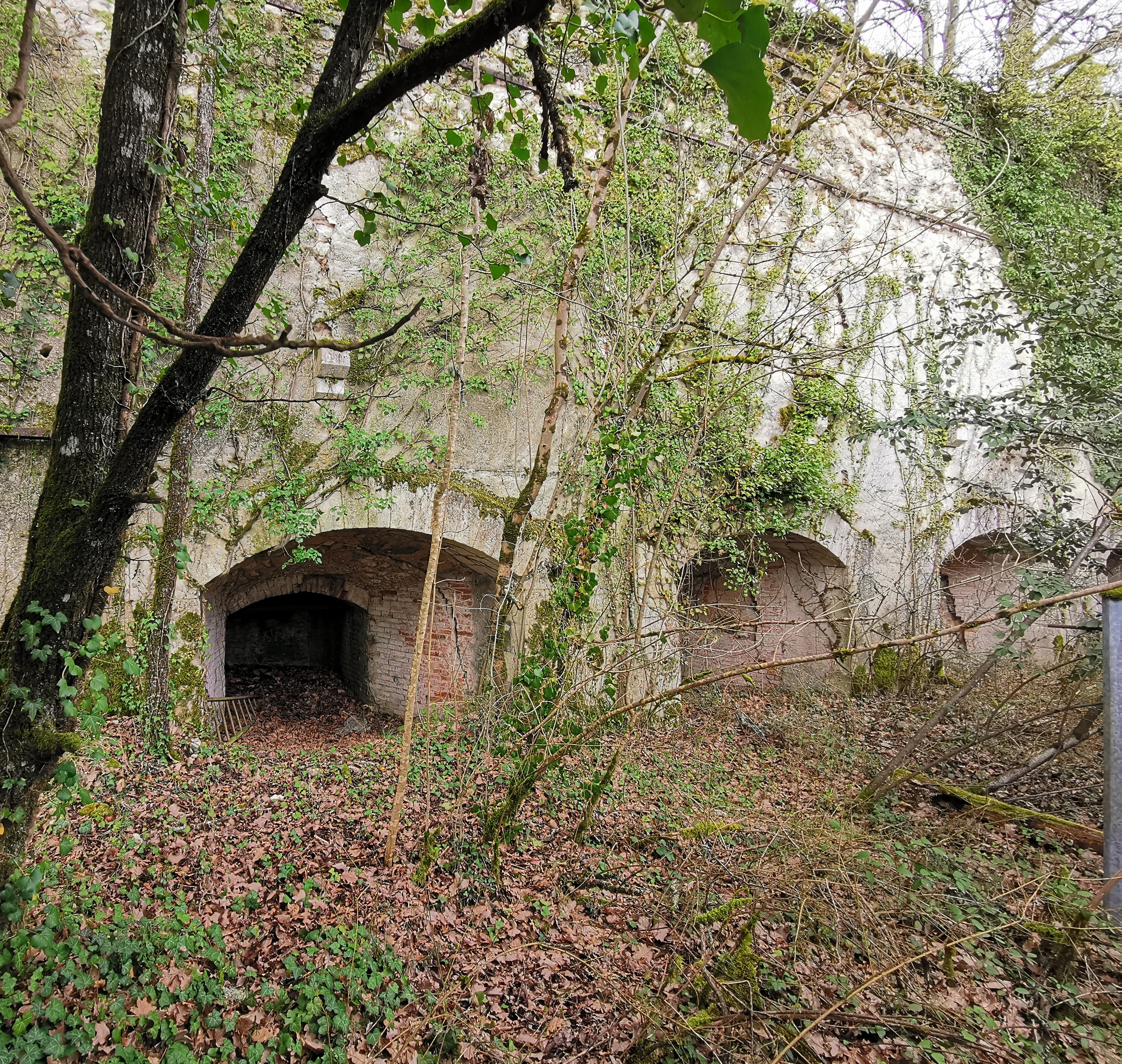
Kalkovens
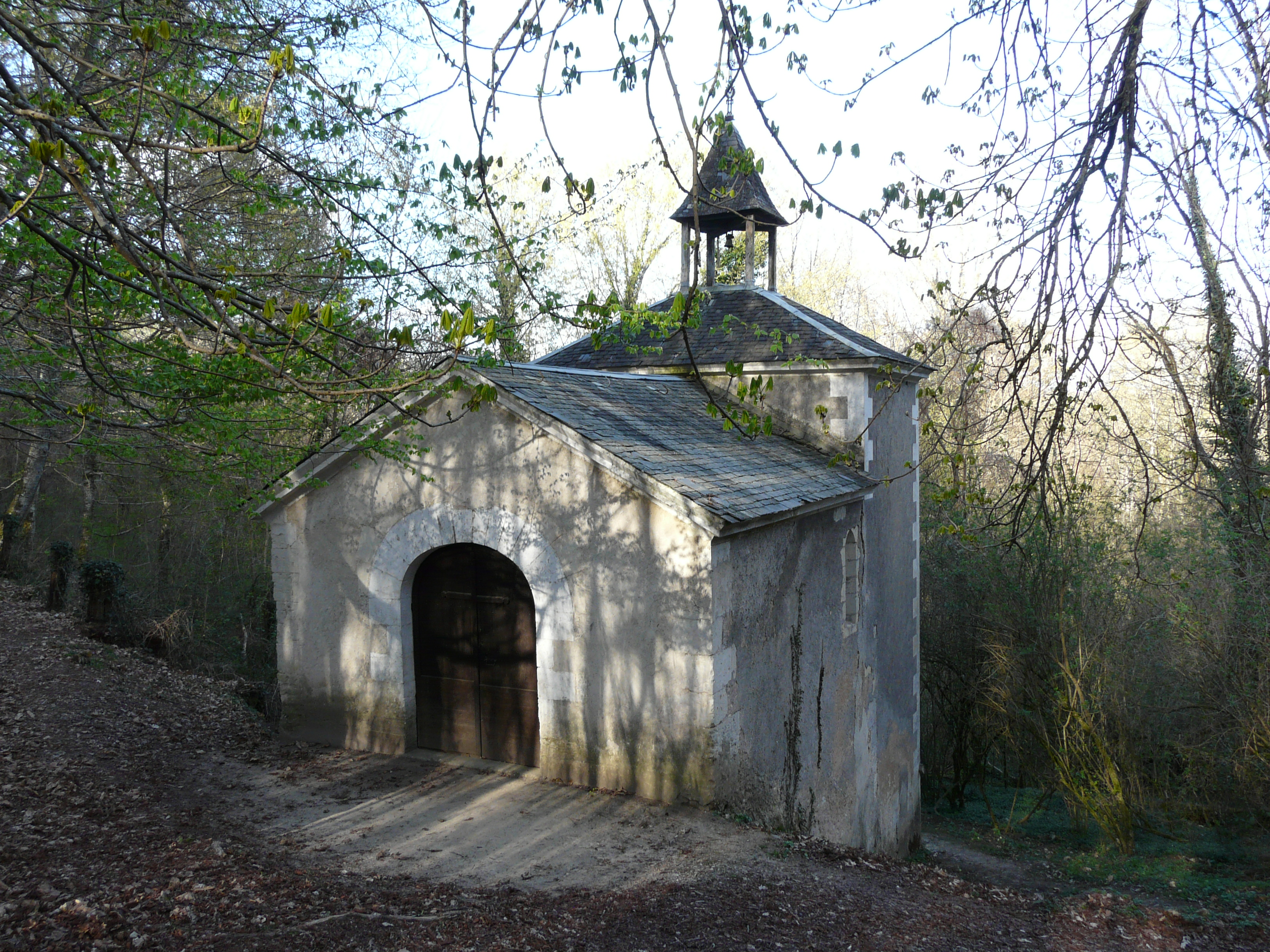
Chapelle des bois

## Geografie
De oppervlakte van Saint-Astier bedroeg op 1 januari 2022 34,25 vierkante kilometer; de bevolkingsdichtheid was toen 155 inwoners per km². De gemeente ligt in de vallei van de Isle.
De onderstaande kaart toont de ligging van Saint-Astier met de belangrijkste infrastructuur en aangrenzende gemeenten.

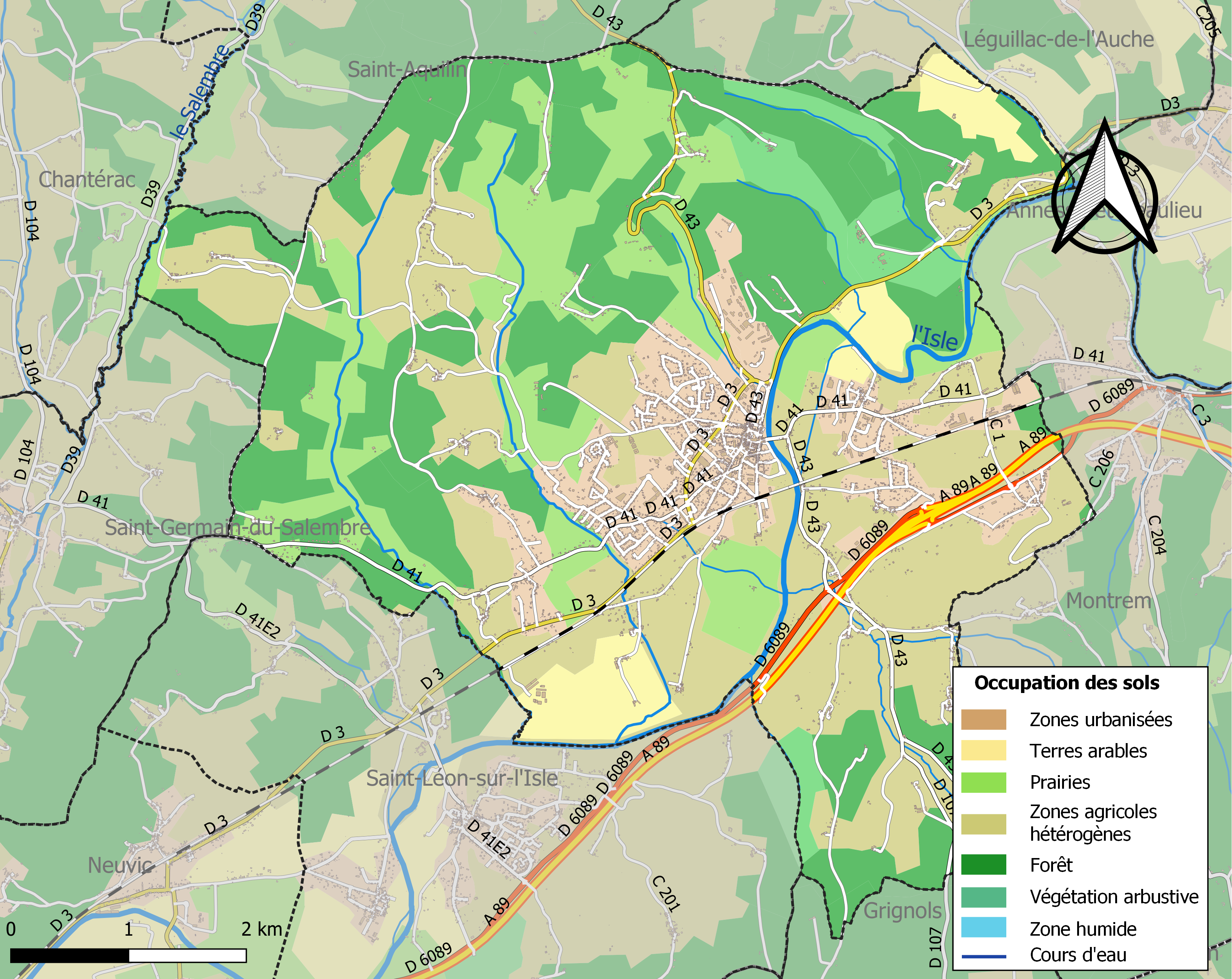

## Demografie
Onderstaande figuur toont het verloop van het inwonertal (bron: INSEE-tellingen).

## Verkeer en vervoer

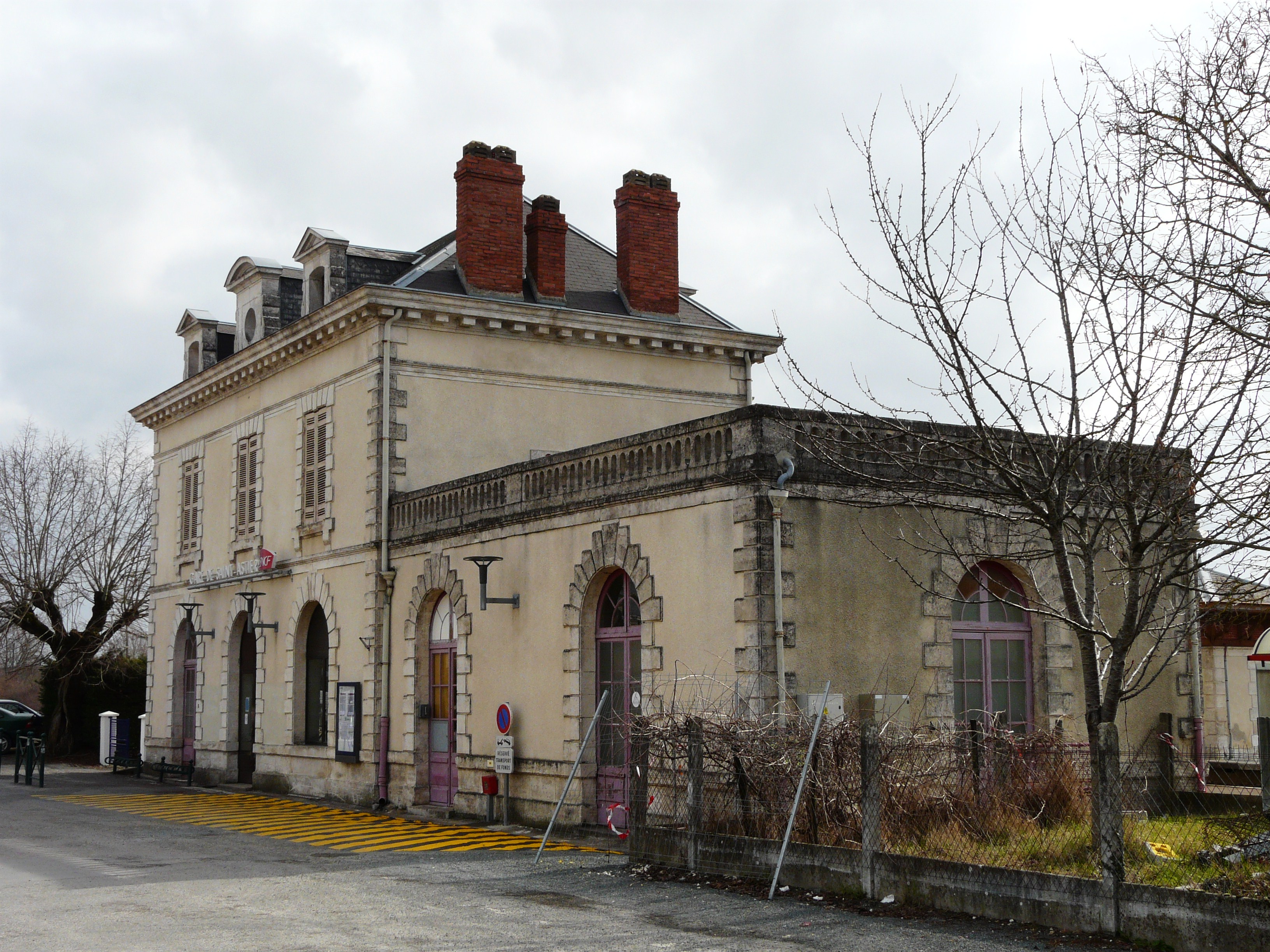
Treinstation

Het station van Saint-Astier ligt aan de spoorlijn Bordeaux - Brive-la-Gaillarde.
De autosnelweg A89 loopt door de gemeente.